# Stadio Panathinaiko
Lo stadio Panathinaiko (in greco Παναθηναϊκό Στάδιο?, Panathīnaïkó Stádio, pronuncia greca moderna: [panaθinaiˈko sˈtaðio]; in greco antico: στάδιον Παναθηναικόν?, stádion Panathēnaikón, "stadio di tutti gli Ateniesi"), noto anche come Kallimarmaro (in greco Καλλιμάρμαρο?, Kallimármaro, pronuncia greca moderna: [kaliˈmarmaro]; in greco antico: Καλλιμάρμαρον?, Kallimármaron, "dai bei marmi"), è uno storico stadio di Atene, in Grecia.
Si tratta dell'unico grande stadio del mondo costruito interamente con marmo pentelico (proveniente dal monte omonimo).
Lo stadio è inoltre famoso per aver ospitato gli eventi principali dei Giochi della I Olimpiade, dei Giochi olimpici intermedi ed alcuni eventi dei Giochi della XXVIII Olimpiade.
A partire dal 2004 questo stadio appare come sfondo sulle medaglie olimpiche.

## Storia
Nell'antichità ospitò i Giochi panatenaici, in onore della dea Atena, protettrice della capitale greca. Durante l'età classica, lo stadio aveva i posti a sedere in legno; venne rinnovato con il marmo del monte Pentelico dall'arconte Licurgo nel 329 a.C.
Nel 140 d.C. fu ampliato da Erode Attico, raggiungendo i 50 000 posti.
Rimasto sepolto per diversi secoli, venne riscoperto nel 1870 e restaurato con i fondi di Evangelis Zappas per i Giochi olimpici di Zappas, un personale tentativo di rinascita delle antiche Olimpiadi, giochi che si tennero nel 1870 e nel 1875. Lo stadio venne restaurato una seconda volta nel 1895 per i Giochi della I Olimpiade, grazie al benefattore greco Georgios Averof, che donò circa 920 000 dracme per questo progetto; una statua di marmo, rappresentante Averof, venne posta in suo onore nei pressi del Panathinaiko prima dell'inizio dei Giochi. I lavori di restauro furono condotti da Ernst Ziller e, in particolare, da Anastasios Metaxas. Lo stadio è stato costruito molto tempo prima che le dimensioni delle strutture sportive di atletica leggera fossero state standardizzate: la sua pista segue dunque l'antica traccia. Può contenere circa 80 000 posti su 50 file diverse di gradini in marmo.
Nei tempi recenti, questo stadio venne usato spesso come sede di celebrazioni degli atleti greci vittoriosi, come la nazionale di calcio dopo la vittoria del Campionato europeo di calcio e la cerimonia di apertura dei Campionati del mondo di atletica leggera del 1997, con un concerto del compositore Vangelis.
Per i Giochi della XXVIII Olimpiade, il Panathinaiko ospitò il torneo di tiro con l'arco e l'arrivo della Maratona, vinta da Stefano Baldini. La sua capacità fu di 5 720 spettatori per il tiro con l'arco (dal 15 al 21 agosto) e di 28 400 spettatori, per l'arrivo della maratona (dal 22 al 29 agosto).

### Localizzazione
Si trova ad est dei Giardini nazionali e dello Zappeion, a ovest del distretto residenziale di Pankrati e fra le due colline di Ardettos e Agra, coperte di boschi di pini. Negli anni cinquanta, il fiume Ilisso (oggi scorre sotto il viale Vasileos Konstantinou, in greco Λεωφόρος Βασιλέως Κωνσταντίνου?) scorreva davanti all'entrata dello stadio, vicino alla fonte Kallirrhoe, al santuario di Pancrates e al ginnasio di Cinosarge.

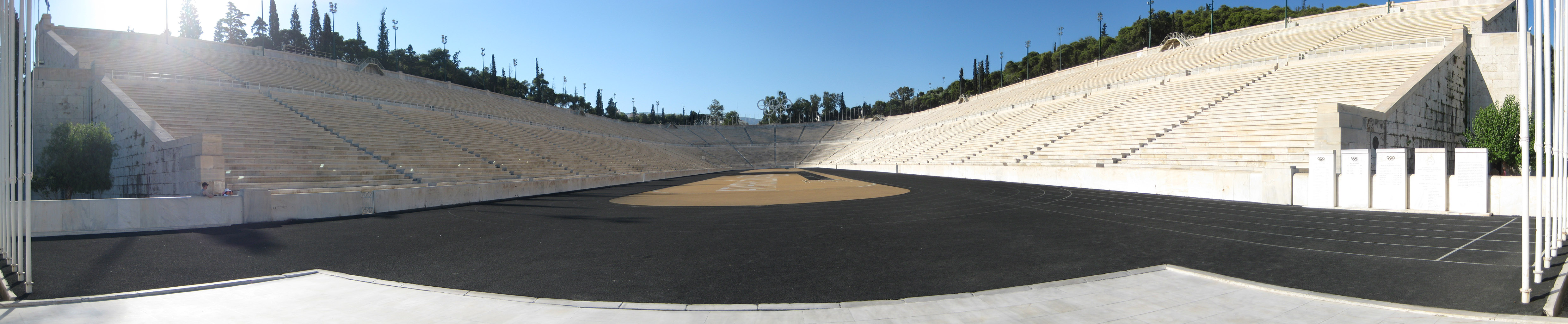
Panorama dello stadio Panathinaiko